# Plectiscidea formosa
Plectiscidea formosa är en stekelart som beskrevs av Dasch 1992. Plectiscidea formosa ingår i släktet Plectiscidea och familjen brokparasitsteklar. Inga underarter finns listade i Catalogue of Life.